# Кременчуцький професійний ліцей ім. А. С. Макаренка
Кременчуцький професійний ліцей ім. А. С. Макаренка — навчальний заклад Кременчука.

Меморіальна дошка Коробенку Олександру та Семенову Анатолію

На фасаді будівлі є меморіальна табличка, присвячена учням цього ліцею Олександру Коробенку та Анатолію Семенову, які загинули у Афганістані.

## Освітня діяльність
Училище готує фахівців педагогічної освіти за спеціальностями:
- Перукар (перукар-модельєр 1, 2 класу).
- Слюсар-ремонтник.
- Кравець.
- Закрійник.
- Швачка.
- Вишивальниця.
- Водій тролейбуса 1, 2, 3 класу.

## Випускники
- Кукса Олег Володимирович (1970—2015) — солдат Збройних сил України, учасник російсько-української війни.